# Adelencyrtoides tridens
Adelencyrtoides tridens är en stekelart som beskrevs av John S. Noyes 1988. Adelencyrtoides tridens ingår i släktet Adelencyrtoides och familjen sköldlussteklar. Inga underarter finns listade i Catalogue of Life.